# 始関伊平
始関 伊平（始關 伊平、しせき いへい、1907年4月7日 - 1991年11月26日）は、昭和期の商工官僚・政治家・弁護士。位階は正三位、勲等は勲一等。
衆議院議員（9期）、建設大臣などを歴任した。

## 経歴
千葉県市原郡（現：市原市）出身。東京帝国大学法学部を卒業後、1930年に商工省に入省する。岸信介に引き立てられ、鉱山局長・鉄鋼局長などを歴任、戦後資源庁長官となる。
1953年の第26回衆議院議員総選挙では分党派自由党から立候補して初当選。以後、日本民主党・自由民主党を経て通算9回当選する（ただし、1955年の第27回衆議院議員総選挙・1972年の第33回衆議院議員総選挙・1983年の第37回衆議院議員総選挙では落選）。
この間、第2次池田内閣から第1次佐藤内閣にかけて通産・労働・科学技術の各政務次官を務め、衆議院の建設・内閣両委員長も務めた。1981年の鈴木改造内閣では建設大臣として入閣する。
1983年の第37回衆議院議員総選挙で落選し、その後政界から引退、弁護士業に専念した。
1978年11月の秋の叙勲で勲一等に叙され瑞宝章を受章する。
1991年11月26日、死去。84歳没。同月29日、特旨を以て位四級を追陞され、死没日付で正五位から正三位に叙された。